# Copa Mundial de Fútbol Playa FIFA 2007
La Copa Mundial de Fútbol Playa de FIFA 2007 fue la tercera edición de la Copa Mundial de Fútbol Playa de FIFA. El torneo se desarrolló en la Playa Copacabana, Río de Janeiro, Brasil del 2 al 11 de noviembre.

## Equipos participantes
| Equipos participantes | Equipos participantes | Equipos participantes  | Equipos participantes |
| --------------------- | --------------------- | ---------------------- | --------------------- |
| Argentina             | Brasil                | Emiratos Árabes Unidos | España                |
| Estados Unidos        | Francia               | Irán                   | Islas Salomón         |
| Italia                | Japón                 | México                 | Nigeria               |
| Portugal              | Rusia                 | Senegal                | Uruguay               |

## Organización
16 equipos fueron divididos en 4 grupos de 4, los primeros 2 de cada grupo que avanzaron a la segunda fase.

## Primera fase
Los horarios corresponden a la hora de Brasil (CEST; UTC-3)

### Grupo A
| Equipo        | Pts | PJ | PG | PP | GF | GC | Dif |
| ------------- | --- | -- | -- | -- | -- | -- | --- |
| Brasil        | 8   | 3  | 3  | 0  | 19 | 8  | +11 |
| México        | 5   | 3  | 2  | 1  | 12 | 11 | +1  |
| Rusia         | 3   | 3  | 1  | 2  | 9  | 6  | +3  |
| Islas Salomón | 0   | 3  | 0  | 3  | 7  | 22 | -15 |

- Resultados

| Fecha | Hora² | Partido¹      | Partido¹ | Partido¹      | Resultado |
| ----- | ----- | ------------- | -------- | ------------- | --------- |
| 02.11 | 09:30 | Rusia         | -        | México        | 2-2 (1-2) |
| 02.11 | 11:00 | Brasil        | -        | Islas Salomón | 11-2      |
| 04.11 | 11:00 | México        | -        | Brasil        | 4-6       |
| 04.11 | 12:30 | Islas Salomón | -        | Rusia         | 2-5       |
| 06.11 | 11:00 | Brasil        | -        | Rusia         | 2-2 (5-4) |
| 06.11 | 14:00 | Islas Salomón | -        | México        | 3-6       |

### Grupo B
| Equipo         | Pts | PJ | PG | PP | GF | GC | Dif |
| -------------- | --- | -- | -- | -- | -- | -- | --- |
| España         | 6   | 3  | 2  | 1  | 16 | 11 | +5  |
| Portugal       | 6   | 3  | 2  | 1  | 11 | 12 | -1  |
| Estados Unidos | 3   | 3  | 1  | 2  | 16 | 20 | -4  |
| Irán           | 3   | 3  | 1  | 2  | 14 | 14 | 0   |

- Resultados

| Fecha | Hora² | Partido¹       | Partido¹ | Partido¹       | Resultado |
| ----- | ----- | -------------- | -------- | -------------- | --------- |
| 02.11 | 12:30 | Portugal       | -        | Irán           | 3-3 (1-0) |
| 02.11 | 14:00 | Estados Unidos | -        | España         | 4-8       |
| 04.11 | 09:30 | España         | -        | Portugal       | 4-2       |
| 04.11 | 14:00 | Irán           | -        | Estados Unidos | 6-7       |
| 06.11 | 09:30 | España         | -        | Irán           | 4-5       |
| 06.11 | 12:30 | Estados Unidos | -        | Portugal       | 5-6 *     |

#### Grupo C
| Equipo  | Pts | PJ | PG | PP | GF | GC | Dif |
| ------- | --- | -- | -- | -- | -- | -- | --- |
| Senegal | 9   | 3  | 3  | 0  | 15 | 8  | +7  |
| Uruguay | 6   | 3  | 2  | 1  | 8  | 9  | -1  |
| Italia  | 3   | 3  | 1  | 2  | 13 | 12 | +1  |
| Japón   | 0   | 3  | 0  | 3  | 6  | 13 | -7  |

- Resultados

| Fecha | Hora² | Partido¹ | Partido¹ | Partido¹ | Resultado |
| ----- | ----- | -------- | -------- | -------- | --------- |
| 03.11 | 11:00 | Uruguay  | -        | Italia   | 3-2 *     |
| 03.11 | 14:00 | Japón    | -        | Senegal  | 1-4       |
| 05.11 | 09:30 | Italia   | -        | Japón    | 6-3       |
| 05.11 | 12:30 | Senegal  | -        | Uruguay  | 5-2       |
| 07.11 | 11:00 | Senegal  | -        | Italia   | 6-5 *     |
| 07.11 | 14:00 | Japón    | -        | Uruguay  | 2-3       |

### Grupo D
| Equipo                 | Pts | PJ | PG | PP | GF | GC | Dif |
| ---------------------- | --- | -- | -- | -- | -- | -- | --- |
| Nigeria                | 9   | 3  | 3  | 0  | 14 | 12 | +2  |
| Francia                | 6   | 3  | 2  | 1  | 11 | 10 | +1  |
| Argentina              | 3   | 3  | 1  | 2  | 9  | 9  | 0   |
| Emiratos Árabes Unidos | 0   | 3  | 0  | 3  | 13 | 16 | -3  |

- Resultados

| Fecha | Hora² | Partido¹               | Partido¹ | Partido¹               | Resultado |
| ----- | ----- | ---------------------- | -------- | ---------------------- | --------- |
| 03.11 | 09:30 | Nigeria                | -        | Argentina              | 5-3       |
| 03.11 | 12:30 | Emiratos Árabes Unidos | -        | Francia                | 5-6       |
| 05.11 | 11:00 | Argentina              | -        | Emiratos Árabes Unidos | 4-2       |
| 05.11 | 14:00 | Francia                | -        | Nigeria                | 3-3 (2-3) |
| 07.11 | 09:30 | Francia                | -        | Argentina              | 2-2 (2-1) |
| 07.11 | 12:30 | Emiratos Árabes Unidos | -        | Nigeria                | 6-6 (0-1) |

NOTA: Los partidos ganados en la fase de grupos habiéndose disputado la prórroga, suman sólo 2 puntos en la clasificación, en vez de 3, ya sea si terminan con un "Gol de Oro" o con una tanda de penaltis.

## Segunda fase

### Cuadro general
|  | Cuartos de final | Cuartos de final |         |        | Semifinales | Semifinales |         |              | Final        | Final |  |
|  |                  |                  |         |        |             |             |         |              |              |       |  |
|  |                  |                  |         |        |             |             |         |              |              |       |  |
|  | Brasil           | 10               |         |        |             |             |         |              |              |       |  |
|  | Brasil           | 10               |         |        |             |             |         |              |              |       |  |
|  | Portugal         | 7                |         |        |             |             |         |              |              |       |  |
|  | Portugal         | 7                |         | Brasil | 6           |             |         |              |              |       |  |
|  |                  |                  |         | Brasil | 6           |             |         |              |              |       |  |
|  |                  |                  | Francia | 2      |             |             |         |              |              |       |  |
|  | Senegal          | 3                | Francia | 2      |             |             |         |              |              |       |  |
|  | Senegal          | 3                |         |        |             |             |         |              |              |       |  |
|  | Francia          | 6                |         |        |             |             |         |              |              |       |  |
|  | Francia          | 6                |         |        |             |             |         | Brasil       | 8            |       |  |
|  |                  |                  |         |        |             |             |         | Brasil       | 8            |       |  |
|  |                  |                  | México  | 2      |             |             |         |              |              |       |  |
|  | España           | 4                | México  | 2      |             |             |         |              |              |       |  |
|  | España           | 4                |         |        |             |             |         |              |              |       |  |
|  | México           | 5                |         |        |             |             |         |              |              |       |  |
|  | México           | 5                |         | México | 5           |             |         | Tercer lugar | Tercer lugar |       |  |
|  |                  |                  |         | México | 5           |             |         | Tercer lugar | Tercer lugar |       |  |
|  |                  |                  | Uruguay | 2      |             |             |         |              |              |       |  |
|  | Nigeria          | 1                | Uruguay | 2      |             |             | Francia | 2 (0)        |              |       |  |
|  | Nigeria          | 1                |         |        |             |             | Francia | 2 (0)        |              |       |  |
|  | Uruguay          | 3                |         |        |             |             |         |              | Uruguay (p.) | 2 (1) |  |
|  | Uruguay          | 3                |         |        |             |             |         |              | Uruguay (p.) | 2 (1) |  |
|  |                  |                  |         |        |             |             |         |              |              |       |  |

### Cuartos de final
| Fecha    | Hora  | Partido | Partido | Partido  | Resultado |
| -------- | ----- | ------- | ------- | -------- | --------- |
| 08.11.07 | 09:30 | España  | -       | México   | 4-5       |
| 08.11.07 | 11:00 | Brasil  | -       | Portugal | 10-7      |
| 08.11.07 | 12:30 | Senegal | -       | Francia  | 3-6       |
| 08.11.07 | 14:00 | Nigeria | -       | Uruguay  | 1-3       |

### Semifinales
| Fecha    | Hora  | Partido | Partido | Partido | Resultado |
| -------- | ----- | ------- | ------- | ------- | --------- |
| 10.11.07 | 09:30 | México  | -       | Uruguay | 5-2       |
| 10.11.07 | 11:00 | Brasil  | -       | Francia | 6-2       |

### Tercer lugar
| Fecha    | Hora  | Partido | Partido | Partido | Resultado |
| -------- | ----- | ------- | ------- | ------- | --------- |
| 11.11.07 | 09:30 | Uruguay | -       | Francia | 2-2 (1-0) |

### Final
| Fecha    | Hora  | Partido | Partido | Partido | Resultado |
| -------- | ----- | ------- | ------- | ------- | --------- |
| 11.11.07 | 11:00 | México  | -       | Brasil  | 2-8       |

|                           |
| Bandera de Brasil         |
| Campeón Brasil 2.º título |

## Medallero
|        |        |         |
| Brasil | México | Uruguay |